# Puchar Europy w Wielobojach 1981
5. Puchar Europy w wielobojach – cykl zawodów lekkoatletycznych zorganizowanych przez European Athletic Association latem 1981 roku. Finał pucharu Europy odbył się 29 i 30 sierpnia w brytyjskim Birmingham. Rywalizację wśród mężczyzn zwycięstwem zakończyła drużyna RFN. Wśród pań najlepsza okazała się reprezentacja NRD.

## Rezultaty

### Finał pucharu Europy

#### Mężczyźni
| Pozycja | Reprezentacja   | Wynik (pkt) |
| ------- | --------------- | ----------- |
| 1       | RFN             | 24363       |
| 2       | NRD             | 24190       |
| 3       | Polska          | 22880       |
| 4       | ZSRR            | 22249       |
| 5       | Bułgaria        | 21855       |
| 6       | Szwajcaria      | 20697       |
| 7       | Wielka Brytania | dnf         |

#### Kobiety
| Pozycja | Reprezentacja   | Wynik (pkt) |
| ------- | --------------- | ----------- |
| 1       | NRD             | 18682       |
| 2       | RFN             | 17817       |
| 3       | ZSRR            | 17480       |
| 4       | Bułgaria        | 17284       |
| 5       | Węgry           | 16818       |
| 6       | Wielka Brytania | 16161       |

### Półfinały
Zawody półfinałowe w sezonie 1981 odbyły się w trzech europejskich miastach. Wieloboiści rywalizowali w Brukseli, Malmö oraz Zug.

#### Bruksela

##### Mężczyźni
| Pozycja | Reprezentacja   | Wynik (pkt) |
| ------- | --------------- | ----------- |
| 1       | RFN             | 24004       |
| 2       | Polska          | 23601       |
| 3       | Belgia          | 22017       |
| 4       | Wielka Brytania | 21770       |
| 5       | Holandia        | 21201       |
| 6       | Hiszpania       | 19410       |

##### Kobiety
| Pozycja | Reprezentacja   | Wynik (pkt) |
| ------- | --------------- | ----------- |
| 1       | RFN             | 18242       |
| 2       | Wielka Brytania | 17511       |
| 3       | Holandia        | 17415       |
| 4       | Hiszpania       | 15289       |
| 5       | Belgia          | 15119       |

#### Malmö

##### Mężczyźni
| Pozycja | Reprezentacja | Wynik (pkt) |
| ------- | ------------- | ----------- |
| 1       | ZSRR          | 23997       |
| 2       | Bułgaria      | 23114       |
| 3       | Finlandia     | 22726       |
| 4       | Szwecja       | 22079       |
| 5       | Włochy        | 21686       |
| 6       | Norwegia      | 21264       |
| 7       | Dania         | 20992       |

##### Kobiety
| Pozycja | Reprezentacja | Wynik (pkt) |
| ------- | ------------- | ----------- |
| 1       | ZSRR          | 17973       |
| 2       | Bułgaria      | 16842       |
| 3       | Dania         | 16043       |
| 4       | Szwecja       | 15889       |
| 5       | Norwegia      | 15598       |
| 6       | Włochy        | 15068       |
| 7       | Finlandia     | 14821       |

#### Zug

##### Mężczyźni
| Pozycja | Reprezentacja | Wynik (pkt) |
| ------- | ------------- | ----------- |
| 1       | NRD           | 24137       |
| 2       | Szwajcaria    | 23550       |
| 3       | Węgry         | 22557       |
| 4       | Francja       | 22538       |
| 5       | Austria       | 21566       |
| 6       | Irlandia      | 20295       |

##### Kobiety
| Pozycja | Reprezentacja | Wynik (pkt) |
| ------- | ------------- | ----------- |
| 1       | NRD           | 18465       |
| 2       | Węgry         | 17365       |
| 3       | Francja       | 16562       |
| 4       | Szwajcaria    | 15803       |